# Abschirmen (Auktion)
Unter Abschirmen wird eine Auktions-Taktik verstanden, der folgende Idee zugrunde liegt:
- Bei einer laufenden Auktion gibt es eine Reihe von Interessenten. Diese wird jedoch umso kleiner, je höher der scheinbare Verkaufspreis der Ware ist.
- Beim Internetauktionshaus eBay ist es üblich, dass der ermittelte Verkaufspreis so hoch wie das zweithöchste Gebot auf den Artikel plus einem Inkrement von z. B. 0,50 € ist (Vickrey-Auktion).
- Es kann durchaus passieren, dass die Interessenten sich jeweils überbieten und somit ein „ansehnlicher“ Preis für den Artikel zustande kommen.
- Wenn es nun gelänge, den „aktuellen“ Preis genügend hochzutreiben, so verlieren die Interessenten das Interesse.
- Beim Abschirmen wird wie folgt vorgegangen:
  - Interessent A bietet auf den Artikel.
  - Zwei weitere, scheinbare Interessenten B und C treiben den Preis hoch, indem sie sich gegenseitig überbieten.
  - Der hohe Preis führt dazu, dass alle weiteren Interessenten das Interesse an dieser Auktion verlieren.
  - Die Interessenten B und C ziehen dann ihre Gebote zurück.
  - Damit ist das nächst höchste Gebot das Gebot von A, welcher damit den Zuschlag erhält.

Das Abschirmen funktioniert also, indem die Auktion durch den scheinbar hohen Preis vor anderen Interessen abgeschirmt wird. Dazu müssen B und C im Interesse von A kooperieren.
Es genügt auch, wenn nur eine zweite Person mitsteigert. Person A bietet einen Artikel im Wert von 400 € ab 1 € an. B bietet nun z. B. übertriebene 600 €, C bietet danach 570 €. Das aktuelle Gebot klettert dann auf 580 €;  B ist weiterhin Höchstbietender. Ist der Preis nun hoch genug, interessiert sich kein Dritter mehr für den Artikel – er ist „abgeschirmt“. Zieht nun C sein Gebot kurz vor Ende der Auktion zurück, fällt das Höchstgebot wieder auf einen Euro zurück. B ist nun mit einem Euro der Höchstbietende und erhält den Zuschlag.
Diese Form des Ersteigerns und die Rücknahme eines Gebotes ist gemäß § 156 BGB nicht gestattet; eine so zustande gekommene Auktion ist zivilrechtlich nicht bindend.